# ستيف روش
ستيف روش (بالإنجليزية: Steve Roche)‏ هو ملحن نيوزلندي، ولد في 1964 في ويلينغتون في نيوزيلندا.

## وصلات خارجية
- ستيف روش على موقع IMDb (الإنجليزية)
- ستيف روش على موقع ميوزك برينز (الإنجليزية)
- ستيف روش على موقع ميوزك برينز (الإنجليزية)
- ستيف روش على موقع قاعدة بيانات الفيلم (الإنجليزية)